# Svastrides neffi
Svastrides neffi är en biart som beskrevs av Urban 1975. Svastrides neffi ingår i släktet Svastrides och familjen långtungebin. Inga underarter finns listade i Catalogue of Life.